# Schizothorax microcephalus
Schizothorax microcephalus är en fiskart som beskrevs av Day, 1877. Schizothorax microcephalus ingår i släktet Schizothorax och familjen karpfiskar. Inga underarter finns listade i Catalogue of Life.